# První italská válka za nezávislost

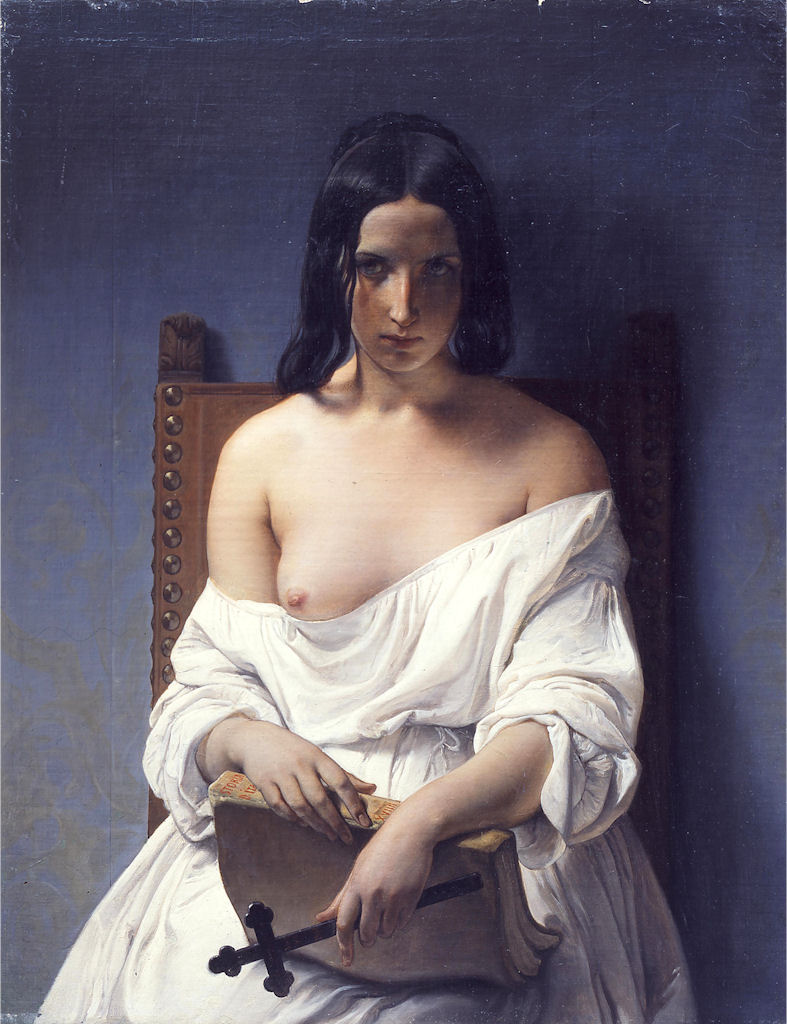
Francesco Hayez: alegorie Itálie roku 1848 coby dívky s knihou o své historii a křížem na znamení mučednictví

První italská válka za nezávislost mezi Rakouským císařstvím a Sardinským královstvím, podporovaným italskými nacionalisty z hnutí risorgimento, byla vedena v severní Itálii od března 1848 do března 1849. Válka byla součástí revoluce v roce 1848 a skončila vítězstvím Rakušanů vedených maršálem Radeckým. To mělo za následek, že severoitalské državy Rakousku zůstaly v původním rozsahu až do druhé italské války za nezávislost o deset let později.
První italská válka za nezávislost začala povstáním Italů v Miláně (pět dnů milánských a ustavení prozatímní vlády) a Benátkách (vyhlášení Republiky svatého Marka). Sardinský král Karel Albert byl povzbuzen úspěchem obou povstání a jeho stát vyhlásil 23. března válku Rakousku. Opíral se přitom o podporu Papežského státu a Království obojí Sicílie. Po počátečních úspěších Italů se rakouské armádě podařilo obrátit vývoj války ve svůj prospěch: Radecký zvítězil nejprve 10. června v bitvě u Vicenzy, kde se hrdinsky vyznamenal znojemský rodák a plukovník 10. praporu polních myslivců Karel Kopal, ještě přesvědčivěji pak v bitvě u Custozy 25. července a ovládl Milán 6. srpna. Válku pak přerušilo několikaměsíční příměří uzavřené 9. srpna 1848. 13. března 1849 Karel Albert příměří vypověděl a Rakušané pak postupovali Itálií dál směrem k jeho hlavnímu městu. Bitva u Novary 23. března 1849 pak válku uzavřela rakouským vítězstvím. Téhož dne 23. března proto Karel Albert abdikoval ve prospěch svého syna Viktora Emanuela II. a válka byla ukončena mírovou smlouvou.